# Willa Cather

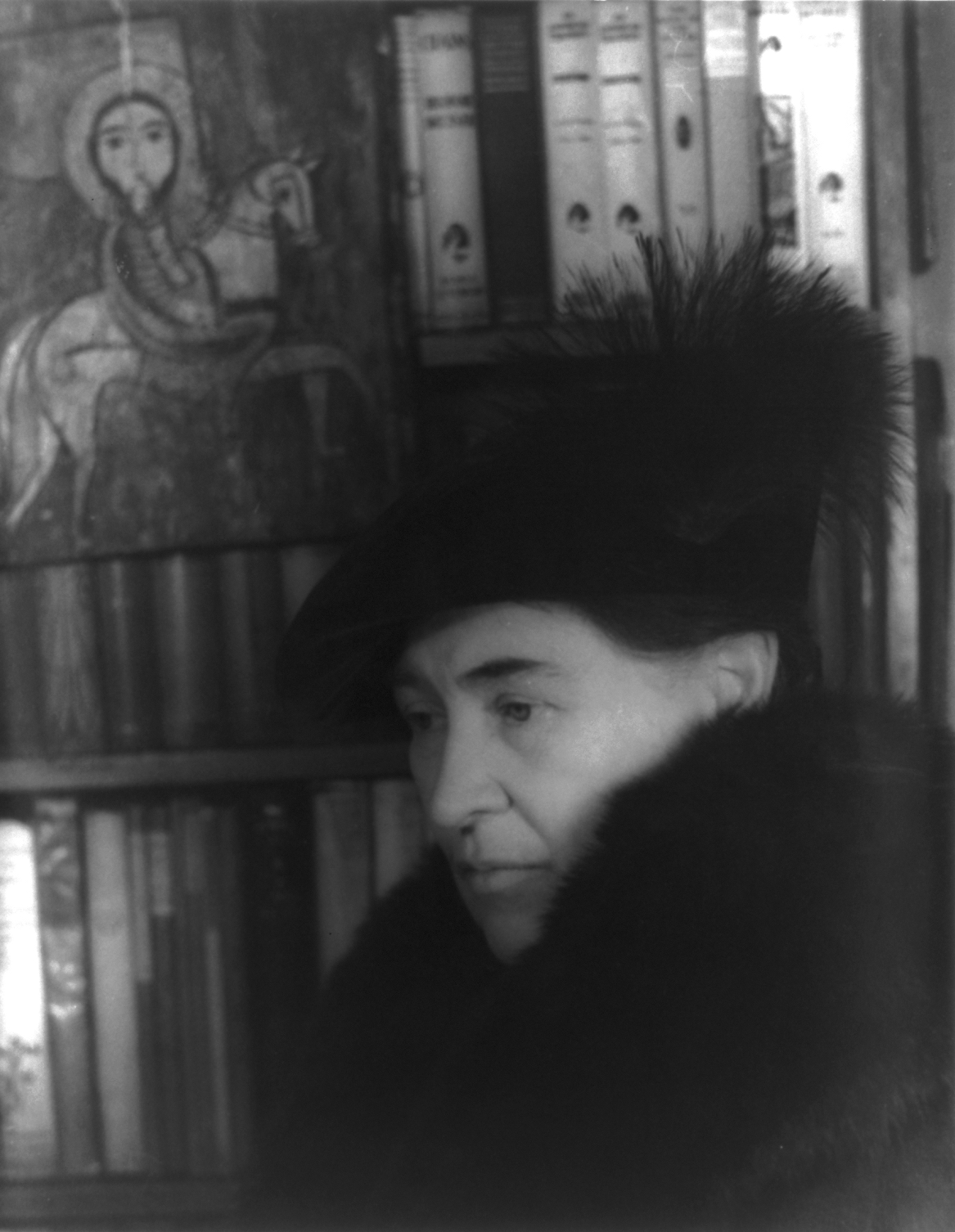
Willa Cather (1936)

Willa Sibert Cather (7 december 1873 – New York, 24 april 1947) was een Amerikaanse schrijfster. Ze beschreef onder meer de Great Plains in verschillende van haar romans, zoals O Pioneers!, My Ántonia en The Song of the Lark.

## Biografie
Cathers baptistische familie woonde bij haar geboorte op een boerderij in de Back Creek-vallei nabij Winchester. Ze was de dochter van Charles Fectigue Cather en Mary Virginia Boade en de oudste van zeven kinderen. In 1883 verhuisde Cather met haar familie naar Catherton in Webster County en het jaar daarna naar Red Cloud. Toen Cather wilde gaan studeren, leende ze geld van haar familie waarmee ze aan de UNL kon gaan studeren. 
Als studente leverde ze haar eerste bijdragen aan het Lincoln Journal Star, dat toen nog Nebraska State Journal heette. Daarna verhuisde ze naar Pittsburgh. Voor een baan bij het McClure's Magazine verhuisde ze naar New York, waar ze de rest van haar leven zou blijven wonen. Haar eerste roman, Alexander's Bridge, was sterk beïnvloed door haar bewondering voor Henry James. Het verhaal verscheen als serie in het tijdschrift.
In 1922 liet ze haar oorspronkelijke geloof varen en sloot zich aan bij de Episcopale Kerk van de Verenigde Staten, waar ze vanaf 1906 diensten bijwoonde. 
Cather overleed aan de gevolgen van een intracerebraal hematoom.

### Non-fictie
- Willa Cather and Georgine Milmine, The Life of Mary Baker G. Eddy and the History of Christian Science (1909, opnieuw uitgegeven in 1993)
- Not Under Forty (1936, essays)
- On Writing (1949, opnieuw uitgegeven in 1988)

### Romans
- Alexander's Bridge (1912)
- "The Prairie Trilogy":
  - O Pioneers! (1913)
  - The Song of the Lark (1915)
  - My Ántonia (1918)
- One of Ours (1922)
- A Lost Lady (1923)
- The Professor's House (1925)
- My Mortal Enemy (1926)
- Death Comes for the Archbishop  (1927)
- Shadows on the Rock (1931)
- Lucy Gayheart (1935)
- Sapphira and the Slave Girl (1940)

### Verzamelingen
- April Twilights (1903, poëzie)
- The Troll Garden (1905, korte verhalen)
- Youth and the Bright Medusa (1920, korte verhalen)
- Obscure Destinies (1932, drie verhalen)
- Not Under Forty (1946, essays)
- The Old Beauty (1948, drie verhalen)
- Willa Cather: On Writing (1949, essays)

- Bibsys: 90060697
- Biblioteca Nacional de España: XX1164909
- Bibliothèque nationale de France: cb12008161v (data)
- Catàleg d'autoritats de noms i títols de Catalunya: 981058607834906706
- CiNii: DA00555978
- Gemeinsame Normdatei: 11866879X
- International Standard Name Identifier: 0000 0001 2117 8818
- Library of Congress Control Number: n80015717
- Nationale Bibliotheek van Letland: 000038213
- National Archives and Records Administration: 10581737
- Bibliotheek van het Japanse parlement: 00435525
- Nationale Bibliotheek van Tsjechië: jn20010525106
- Nationale bibliotheek van Australië: 36523654
- Nationale Bibliotheek van Israël: 987007259439505171
- Nationale Bibliotheek van Polen: a0000001649939
- Nationale en Universitaire bibliotheek Zagreb: 000004382
- Nederlandse Thesaurus van Auteursnamen: 068476817
- Réseau des bibliothèques de Suisse occidentale: 02-A000029909
- Istituto Centrale per il Catalogo Unico: CFIV009365
- LIBRIS: 180606
- SNAC: w6668c7g
- Système universitaire de documentation: 028197577
- Trove: 1271556
- Union List of Artist Names: 500335872
- Virtual International Authority File: 2480701
- WorldCat: E39PBJdWVk3DtmP88hWHKf3bBP